# NRZI

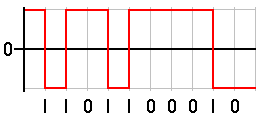
Esempio di codifica NRZI.

NRZI, acronimo di "Non return to zero, inverted" ("Non ritorno a zero, invertito") è un metodo di mappatura di un segnale binario a un segnale fisico, in modo da consentirne la trasmissione. Il segnale a due livelli NRZI ha una transizione su un fronte d'onda se il bit che viene trasmesso è un uno logico, e non ha transizione se è uno zero logico.
Questo è simile alla codifica usata sui compact disc, sui segnali USB e sulle reti Fast Ethernet 100BASE-FX in fibra.
Per esempio, in un ipotetico flusso dati contenente la sequenza di bit "10110010", e assumendo che lo stato logico iniziale sia alto (H), il flusso di bit verrebbe trasmesso in NRZI come "LLHLLLHH", dove "L" rappresenta un livello logico basso e "H" un livello logico alto. Se lo stato iniziale fosse stato basso, il flusso sarebbe stato trasmesso come "HHLHHHLL".
Il Return-to-zero, inverted (Ritorno a zero, invertito, o RZI) è un altro sistema di mappatura molto meno usato. Il segnale RZI ha un impulso (più breve di un ciclo di clock) se il segnale binario è zero, e nessun impulso se il segnale binario è uno. Questo sistema viene usato (con un impulso lungo 3/16 di bit) dall'interfaccia seriale a infrarossi (SIR) IrDA.